# Microcolobus
Microcolobus — вимерлий рід мавп Старого Світу, який мешкав у східній Африці під час пізнього міоцену і вважається першим відомим представником роду Colobinae.

## Опис
Мікроколобус був невеликим видом мавп, вагою лише 4–5 кг. Він мав більш примітивні характеристики, ніж сучасні колобіни, такі як наявність нижчих куспів молярів і більших руйнівних поверхонь премолярів. На основі цього припускають, що він був би менш листоїдним, ніж сучасні колобіни. Хоча посткраніальні елементи вказують на те, що він, ймовірно, був деревним, він не має зменшеного великого пальця, який можна побачити у живих родичів.